# Luisa Monti Sturani
Luisa Monti Sturani, nata Luisa Monti (Chieri, 6 agosto 1911 – Torino, 10 giugno 2002), è stata una scrittrice e insegnante italiana. Testimone dell'opposizione al regime fascista e nazista, scrisse opere incentrate sulla resistenza italiana.

## Biografia
Figlia di Augusto Monti e Camilla Dezzani, nacque l'anno successivo delle nozze. Seguendo le orme paterne, diventerà anch'essa insegnante, ottenendo la cattedra di lettere nelle scuole secondarie di primo grado. Per la scuola scrisse numerosi testi didattici.
Il 2 marzo 1935 sposò Mario Sturani, pittore e ceramista, esponente del movimento futurista sin da giovane. Il marito fu anche commissario politico della III Brigata Matteotti. Negli anni del fascismo fu attiva, assieme ad altri intellettuali torinesi, nel gruppo cittadino di Giustizia e Libertà e nella redazione della rivista La Cultura, promosso da Giulio Einaudi. Dal 1952 al 1954 pubblicò regolarmente circa cinquanta racconti sulla rivista Pioniere.
Nel 1957 il libro Fazzoletti Rossi fu tradotto in russo e pubblicato in URSS con la casa editrice Detgiz. Presso la Biblioteca Nazionale Russa e la Fondazione Tancredi di Barolo di Torino si trovano copie consultabili.
Morì a Torino il 10 giugno 2002 all'età di 91 anni. Circa sue venti opere, soprattutto manuali per le scuole secondarie di primo grado, sono state donate alla Fondazione Tancredi di Barolo dal figlio Enrico Sturani.

## Fondi archivistici
Il Centro Studi Piero Gobetti ha dedicato alla memoria di Luisa Monti Sturani due fondi archivistici: il fondo "Augusto Monti e Luisa Sturani" e il fondo "Fondo Luisa Monti e Mario Sturani".
Il Fondo Augusto Monti e Luisa Sturani raccoglie la corrispondenza tra padre e figlia durante il periodo di detenzione di Augusto Monti, tra il febbraio 1934 quando venne arrestato e condannato da un tribunale speciale fascista a cinque anni di carcere, dal carcere romano di Regina Coeli prima e dal Penitenziario di Civitavecchia poi, fino alla sua scarcerazione, avvenuta nel febbraio del 1939.
Il Fondo Luisa Monti e Mario Sturani, invece, raccoglie materiali di lavoro relativi alla pubblicazione di due testi di Luisa Sturani: Antologia della Resistenza, Centro del libro popolare, Roma 1951 e Fazzoletti Rossi, ed. di Cultura sociale, Roma 1954. Vi è custodita la corrispondenza con Tommaso Fiore, Norberto Bobbio, Vittorio Foa, Camilla Ravera e altri ancora. Inoltre vi si trova il materiale redazionale per la pubblicazione del volume: Augusto Monti, Lettere a Luisotta, Einaudi, Torino 1977. Completa il fondo materiale inerente all'attività militare e politica del marito di Luisa Monti Sturani.
La Fondazione Tancredi di Barolo di Torino ha negli archivi del Museo dei Ragazzi tutti i libri di testo per le scuole medie scritti e pubblicati da Luisa Monti Sturani.

## Critica
La prosa di Luisa Monti fu molto apprezzata da Giovannino Guareschi, in particolare per quanto riguarda la corrispondenza epistolare pubblicata su l'Unità.  Il libro Una storia vera, rispetto ad altre opere sulla Resistenza italiana, è stato invece giudicato piuttosto retorico e relativamente statico.

## Opere

### Opere di Luisa Sturani
- Luisa Sturani, Antologia della resistenza, Centro del libro Popolare, 1951.
- Luisa Sturani Monti, Antologia della Resistenza, collana Le staffette, Edizioni Gruppo Abele, 2012  [1951], ISBN 9788865790359.
- Luisa Sturani Monti, Il nuovo mago sapere: sussidiario per la scuola elementare, Orizzonte, 1952, OCLC 98154215.
- Luisa Sturani, Una storia vera, Edizioni A.N.P.I., 1953.
- Luisa Sturani, Fazzoletti rossi, Cultura Sociale, 1954. Nel 1957 è stato tradotto in russo col titolo Красные галстуки presso la casa editrice Detgiz.[12] OCLC 48165490
- Luisa Sturani Monti, I Partigiani del Ciar, illustrazioni di Marcello Peola, Paravia, 1965, OCLC 797544099.
- Luisa Sturani, Elementi di latino e di analisi logica. Per la Scuola media, Loescher, 2003, ISBN 978-8820117696.
- Cinquanta racconti su il Pioniere (1952-1954).[4]

### Opere di Luisa Sturani con altri autori
- Luisa Monti e Enrico Sturani, La terra dell’uomo, Principato Editore, 1972, OCLC 1176323543.
- AA. VV., Quando si combatteva per la libertà, Edizioni A.N.P.I., 1972,  pp. 145-168.
- Luisa Sturani e Enrico Sturani, Grammatica e vita, Loescher, 1999, ISBN 978-8820105068.
- Luisa Sturani e Mario Sturani, L'elefante con le brache, Novecento, 1991, ISBN 978-8837301736.
- Per il Pioniere dell'Unità scrisse i racconti Una scolara Partigiana e L'insurrezione popolare 1964(17).[13]

### Curatele
- Augusto Monti, Lettere a Luisotta, Luisa Monti Sturani (a cura di), Einaudi, 1977, ISBN 978-8806475550.